# 胡繼升
胡继升（？—1624年），字進甫，號小山，四川重庆府铜梁县人，匠籍，明朝政治人物。

## 生平
万历二十五年（1597年）丁酉科四川乡试第六十三名，三十二年（1604年），登甲辰科进士，礼部觀政，三十三年授長垣知县，三十八年考選，丁憂，四十四年補江西道御史，两浙巡盐。天启元年（1621年）真定巡按，二年掌河南道印，三年升太僕寺少卿，四年卒。